# Санелатто, Франко
Франко Санелатто Тельес (исп. Franco Zanelatto Téllez; род. 9 мая 2000, Асунсьон) — перуанский футболист, вингер клуба «Альянса Лима» и сборной Перу.

## Клубная карьера
Санелатто — воспитанник клуба «Универсидад Сан-Мартин». 16 февраля 2019 года в матче против «Кахамарки» он дебютировал в перуанской Примере. 16 октября 2020 года в поединке против «Академии Кантолао» Франко забил свой первый гол за «Универсидад Сан-Мартин». В начале 2022 года Санелатто перешёл в «Альянса Атлетико». 12 февраля в матче против «Кахамарки» он дебютировал за новую команду. 12 марта в поединке против своего бывшего клуба «Универсидад Сан-Мартин» Франко забил свой первый гол за «Альянса Атлетико».
В начале 2023 года Санелатто перешёл в «Альянса Лима». 12 февраля в матче против «Спорт Бойз» он дебютировал за новый клуб. 26 марта в поединке против «Атлетико Грау» Франко забил свой первый гол за «Альянса Лима».  

## Международная карьера
18 октября 2023 года в отборочном матче чемпионата мира 2026 против сборной Аргентины Санелатто дебютировал за сборную Перу.